# Upszar
Upszar (656 m), Ubszar – dwuwierzchołkowy, porośnięty lasem masyw w Pieninach Czorsztyńskich, znajdujący się po wschodniej stronie Jeziora Czorsztyńskiego i Jeziora Sromowskiego. Wierzchołek południowy ma wysokość 655 m n.p.m. i na mapach nazywany jest Upszarem, wierzchołek północny ma wysokość 678 m i nazywany jest Piekiełkiem, nazwa ta pochodzi od dawniej istniejących obok wierzchołka dwóch poletek uprawnych (obecnie są to łąki) o nazwie Małe i Wielkie Piekiełko. Cały Upszar znajduje się na obszarze Pienińskiego Parku Narodowego i nie jest udostępniony turystycznie. Ma bogatą florę, m.in. występuje tutaj rzadka w Polsce pluskwica europejska i pszonak pieniński.
Przed wybudowaniem zapory w Czorsztynie–Niedzicy Upszar stanowił wschodnią ścianę Czorsztyńskiego Przełomu, obecnie opiera się o niego zapora zamykająca główny zbiornik Jeziora Czorsztyńskiego. Od strony tej zapory Upszar opada do jeziora urwistą ścianą wapienną zbudowaną z twardych wapieni rogowcowych. Zwietrzałe wapienie tworzą u jego podnóży dość duże piarżyska, skały wapienne występują również w lesie na południowych i zachodnich stokach Upszaru. Od wschodniej strony Upszar sąsiaduje z dużo wyższymi Flakami (810 m), oddzielony od nich doliną Głębokiego, od północnej z grzbietem Piekiełka
W okolicach Pienin liczne było osadnictwo niemieckie i wiele jest tutaj nazw geograficznych niemieckiego pochodzenia. Nazwa pochodzi prawdopodobnie od niemieckiego słowa Überschar oznaczającego część łanu. Słowo to w dalszych od Pienin okolicach spolszczane było na obszar.
Upszar znajduje się w granicach wsi Sromowce Wyżne w województwie małopolskim, w powiecie nowotarskim, w gminie Czorsztyn.

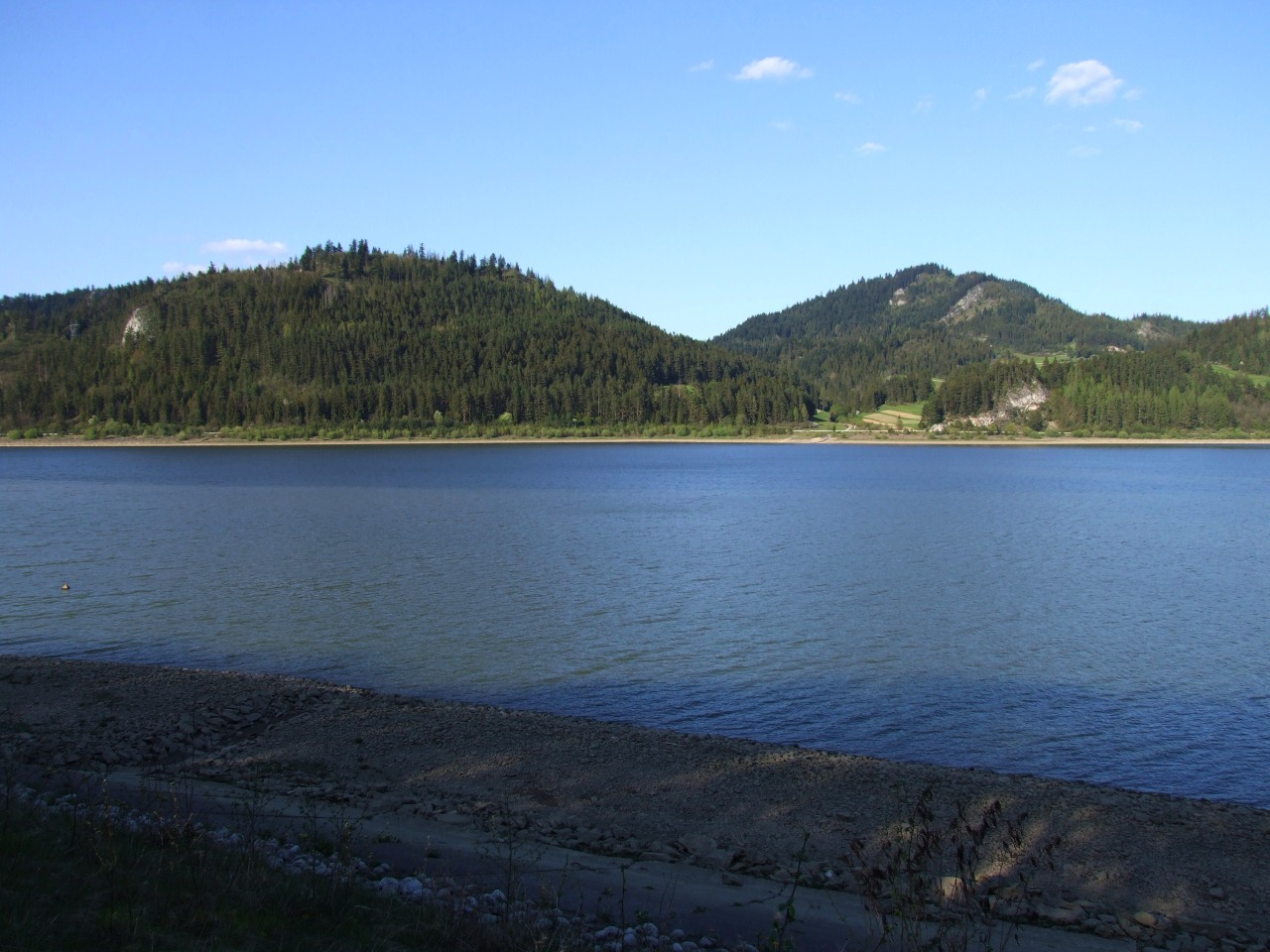
Upszar i Flaki, pod nimi, nad zalewem porośnięta lasem skała Papieżka